# Neuvy-au-Houlme
Neuvy-au-Houlme település Franciaországban, Orne megyében. Lakosainak száma 198 fő (2022. január 1.). Neuvy-au-Houlme Cordey, La Hoguette, Bazoches-au-Houlme, Champcerie, Habloville és Rônai községekkel határos.

## Népesség
A település népességének változása:
| Lakosok száma | 222  | 217  | 216  | 208  | 208  | 206  | 204  | 201  | 198  |
|               | 2013 | 2015 | 2016 | 2017 | 2018 | 2019 | 2020 | 2021 | 2022 |